# Lestodiplosis pini
Lestodiplosis pini är en tvåvingeart som beskrevs av Barnes 1928. Lestodiplosis pini ingår i släktet Lestodiplosis och familjen gallmyggor. Inga underarter finns listade i Catalogue of Life.